# Jeremy Lloyd (músico)
El Jeremy Lloyd es un músico joven es compositor, productor, actor, cantante, multinstrumentista, que es del grupo musical Marian Hill desde 2013.

## Historia
En Haverford High School, Jeremy Lloyd estudió teatro musical en la Universidad de Yale.
También estuvo en el IMB.